# قائمة الدول في معاهدة أوتوا
تتضمن هذه القائمة الدول التي وقعت أو صادقت أو انضمت إلى معاهدة أوتوا.

## الدول الموقعة والغير مصادقة
| الدولة     | وقعت بتاريخ   |
| ---------- | ------------- |
| جزر مارشال | 4 ديسمبر 1997 |

## الدول الغير موقعة
| الدولة                   |
| ------------------------ |
| أرمينيا                  |
| أذربيجان                 |
| البحرين                  |
| الصين                    |
| كوبا                     |
| مصر                      |
| ميكرونيزيا               |
| جورجيا                   |
| الهند                    |
| إيران                    |
| إسرائيل                  |
| كازاخستان                |
| كوريا الشمالية           |
| كوريا الجنوبية           |
| قرغيزستان                |
| لاوس                     |
| لبنان                    |
| ليبيا                    |
| منغوليا                  |
| المغرب                   |
| ميانمار                  |
| نيبال                    |
| باكستان                  |
| روسيا                    |
| السعودية                 |
| سنغافورة                 |
| سوريا                    |
| تونغا                    |
| الإمارات العربية المتحدة |
| الولايات المتحدة         |
| أوزبكستان                |
| فيتنام                   |